# Rotorschiff

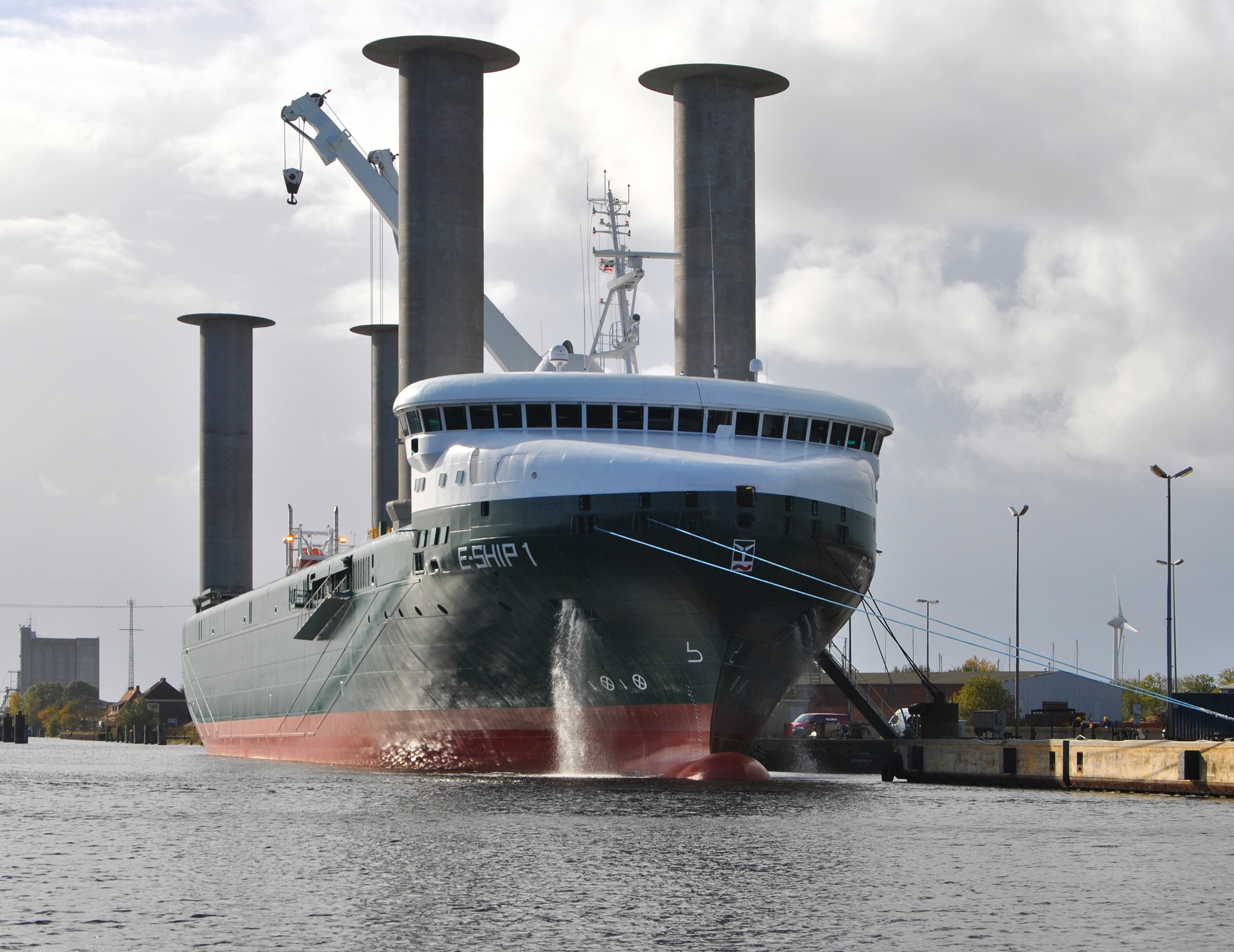
E-Ship 1 mit Flettner-Rotoren

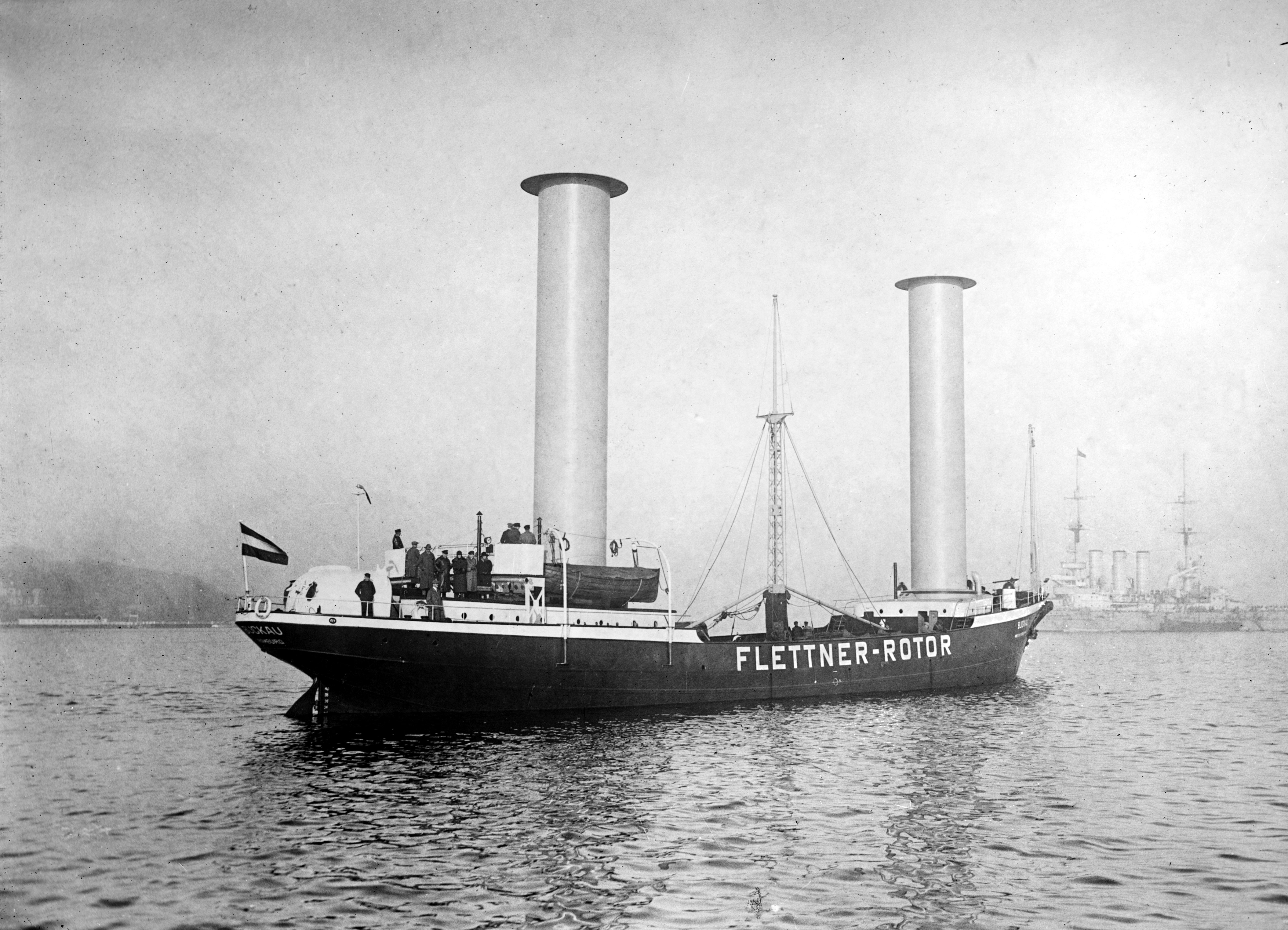
MS Buckau 1924, erstes Schiff mit Flettner-Rotoren

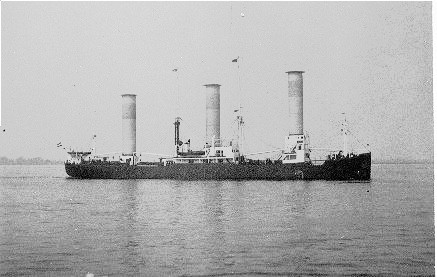
Rotorschiff Barbara 1927

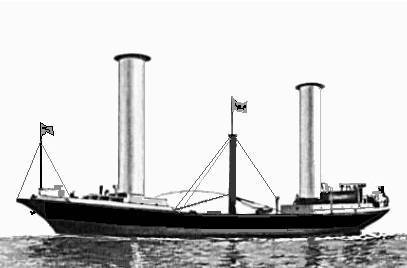
Grafik eines Rotorschiffes, ähnlich Buckau oder Baden-Baden

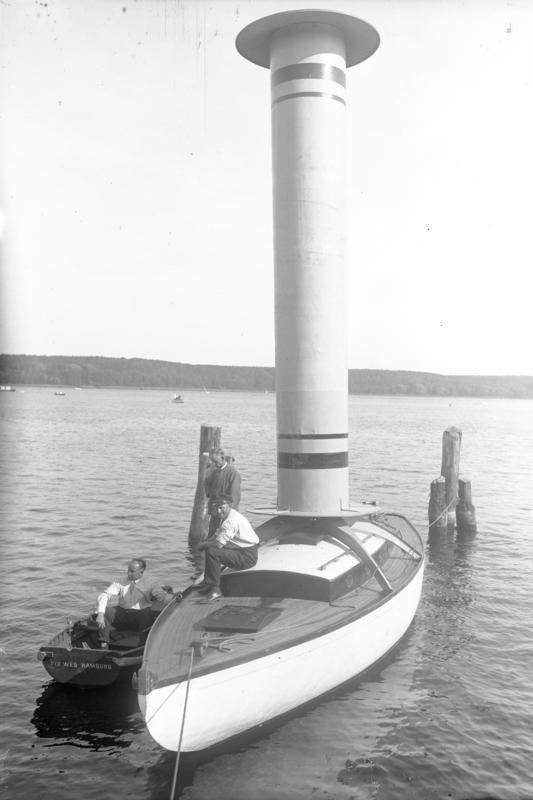
Segelyacht auf dem Wannsee mit Rotor

Rotorschiffe sind Schiffe unterschiedlicher Bauart, die mit Hilfe eines oder mehrerer Flettner-Rotoren oder Abwandlungen desselben anstatt eines Segels angetrieben werden. Sie sind regelmäßig zusätzlich mit einem Motorantrieb ausgestattet.

## Geschichte
Ein Rotorschiff wurde erstmals 1924 von Anton Flettner mit der Buckau vorgestellt, und die Reichsmarine experimentierte daraufhin mit der Barbara. Damals konnten sich jedoch die Rotorantriebe gegenüber den aufkommenden Dieselmotoren nicht durchsetzen.
Auf Grund der steigenden Preise des Treibstoffs Öl wird neuerdings die Idee der Rotorschiffe wieder aufgegriffen. 1983 rüstete die US-Firma Windship Development eine kleine Motorjacht mit einem Flettner-Rotor aus. Im gleichen Jahr wurde in Schweden eine Studie durchgeführt, bei der auch ein Prototyp auf einem 6-m-Boot getestet wurde. 1984 rüstete die britische Firma Gifford Technology (Southampton) einen 11 m hohen Flettner-Rotor als Zusatzantrieb auf das 445-t-Segelschiff Clipper Patricia (Baujahr 1932).
In den Jahren 2020 und 2022 stattete die Reederei Scandlines ihre Fähren Copenhagen und Berlin jeweils mit einem 30 m hohen Rotorsegel zusätzlich zum bestehenden Maschinenantrieb aus. Die Bedingungen für Rotorsegel sind auf der von den beiden Fähren im Pendelverkehr auf der Ostsee zwischen Gedser und Rostock zurückgelegten Nord-Süd-Strecke wegen der meist vorherrschenden Windrichtung besonders günstig. Der Einsatz der Rotorsegel führt zu einer Treibstoffeinsparung von 4–5 Prozent.

## Bekannte Rotorschiffe
- Buckau – 1924
- Barbara – 1926
- Uni-Kat Flensburg (Katamaran) – 2006
- E-Ship 1 – 2008
- Viking Grace (Fähre, erstes Hybridschiff mit LNG/Wind-Antrieb) – 2013
- Fehn Pollux – 2018
- Maersk Pelican (Maersk-Tanker mit 2018 montierten zwei Rotoren) – 2021 an Timberwolf Maritime verkauft und in Timberwolf umbenannt.[3]
- Copenhagen – 2016 gebautes Fährschiff, wurde 2020 mit Flettner-Rotor als Zusatzantrieb ausgerüstet; das Schwesterschiff Berlin bekam 2022 ebenfalls einen Flettner-Rotor.
- Sea Zhoushan – 2021, mit fünf Flettner-Rotoren ausgerüsteter Erzfrachter[4]

## Prinzip
Die Strömung um rotierende Zylinder lässt sich als Überlagerung einer homogenen Strömung und eines Wirbels um den Körper verstehen. Durch die ungleichmäßige Verteilung der Gesamtströmung ergibt sich eine unsymmetrische Druckverteilung am Zylinderumfang. Der Zylinder erzeugt somit durch Oberflächenreibung einen Strömungsstau gegen die Strömungsrichtung und auf der entgegenliegenden Seite eine Strömungsbeschleunigung mit der Drehrichtung. Die resultierende Querkraft (dynamischer Auftrieb) zeigt in die Richtung, in der Strömungs- und Drehrichtung des Körpers gleichsinnig sind.
Im rechten Winkel zum scheinbaren Wind (Halber-Wind-Kurs) entsteht am Rotor eine Kraft in Fahrtrichtung (Vortrieb). Aufgrund der Bootsrumpfgestaltung mit Kiel oder Schwert (Lateralplan) wird sogar auch bei Raumwindkursen und Am-Wind-Kursen Vortrieb erzeugt. Die durch die Rotation erzeugten, quer zum Wind wirkenden Antriebskräfte der Rotoren leisten, wie normale Segel auch, keinen Vortrieb bei Im-Wind-Kursen und, im Gegensatz zu normalen Segeln, auch kaum bei Kursen vor dem Wind – dazu ist die Fläche zu klein. Dafür ist die Rotorfläche im Vergleich zur Segelfläche in allen anderen Fällen sehr effizient, ein Quadratmeter Rotorfläche entspricht etwa 10 Quadratmetern Segelfläche. Dabei reicht bei den üblichen geometrischen Auslegungen bereits eine Drehzahl von einer Umdrehung pro Sekunde. Die Drehrichtung des Rotors muss bei einer Wende oder Halse umgekehrt werden. Die Winkelgeschwindigkeit des Rotors muss mit der Windgeschwindigkeit gesteigert werden, so dass gerade bei hoher Windenergie auch hohe Antriebsenergie für die Rotoren bereitzustellen ist.